# Parafia św. Marii Magdaleny w Bieniewie
Parafia świętej Marii Magdaleny w Bieniewie – parafia rzymskokatolicka znajdująca się w archidiecezji warmińskiej, w dekanacie Orneta.

## Proboszczowie
- ks. Wojciech Wajda[1]